# Arvert
Arvert je francouzská obec v departementu Charente-Maritime, v regionu Poitou-Charentes. V roce 2007 měla 3 069 obyvatel.